# Бадр, Нусрат
Нусрат Бадр (англ. Nusrat Badr; неизвестно, Бхопал — 24 января 2020, Мумбаи) — индийский поэт-песенник.

## Биография
Родился в семье урду-язычного поэта Башира Бадра.
Окончил Алигархский мусульманский университет. Свою карьеру начал как актёр на сцене театров Мирута.
Сочинял стихи в течение 14-15 лет, прежде чем получил известность. В 2000-х начал писать тексты песен для фильмов Болливуда.
На его счету более 800 песен для 104 фильмов, в числе которых «Человеческая подлость» (2002), Deewaar (2004), «Возлюбленная» (2007); и музыкальных альбомов, таких как Chanda Ki Doli Сону Нигама и Tere Bina Абхиджита Бхаттачарья.
За лирику «Dola Re» из «Девдаса» он был номинирован на премию Filmfare и награжден премией международной академии кино Индии.
Бадр работал с такими композиторами как Адеш Шривастава, А. Р. Рахман, Исмаил Дарбар и Монти Шарма.
Последние годы жизни Бадр страдал от нескольких заболеваний, и в ноябре 2019 года он был госпитализирован в связи с острой пневмонией, диабетом и аномальным артериальным давлением. Поэт скончался в Мумбаи 23 января 2020 года.